# Loma (Sprache)
Loma (auch Loghoma, Looma und Lorma; Löömàgìtì lɔːmàɡìtì in Liberia, Löghömagiti lɔɣɔmaɡiti, Löömàgòòi lɔːmàɡòːi oder Löghömàgòòi lɔɣɔmàɡòːi in Guinea) ist eine Mandesprache Liberias und Guineas, die vom Volk der Loma in diesen Ländern gesprochen wird.
Dialekte des Standard-Loma sind in Liberia das Gizima, Wubomei, Ziema, Bunde und Buluyiema. Die Standardvarietät Guineas ist Toma (Toa, Toale, Toali, or Tooma, der Malinkename für Loma) und ist eine offizielle Regionalsprache.
In Liberia sind die Sprache und das Volk auch als „Bouze“ (Busy und Buzi) bekannt, was allerdings als beleidigend betrachtet wird.